# Алберто Контадор
Алберто Контадор (шп. Alberto Contador Velasco; Пинто, 6. децембар 1982) бивши је шпански професионални бициклиста у периоду од 2003. до 2017. године. Контадор је један од шест возача који су освајали све три гранд тур трке, а само су он и Бернар Ино сваку освојили више од једног пута. Освојио је Тур де Франс 2007. Ђиро д’Италију и Вуелта а Еспању 2008. затим Тур де Франс 2009. и 2010. и Ђиро д’Италију 2011. чиме је дошао до невероватног успеха, освојио је све гранд тур трке које је возио - шест заредом. Године 2012. оптужен је за допинг и поништени су му резултати које је остварио 2010. и 2011. укључујући победе на Тур де Франсу 2010. и Ђиро д’Италији 2011. Након повратка са суспензије освојио је Вуелта а Еспању 2012. и 2014. и Ђиро д’Италију 2015. На Тур де Франсу није успео да освоји ни подијум. Поред гранд тур трка, освојио је многе друге етапне трке, док је освојио само једну једнодвневну — Милано—Торино 2012. Освојио је и првенство Шпаније у вожњи на хронометар 2009. године. Четири пута је добио награду Вело д’Ор, за најбољег бициклисту године, по чему је рекордер.
Каријера му је била обележена и оптужбама за допинг. Операција Пуерто 2006. у тиму Онце Ероски, због чега је морао да пропусти два пута Тур де Франс, али је ослобођен свих оптужби. У септембру 2010. Контадор је објавио да је био позитиван на кленбутерол, на тесту урађеном током Тур де Франса те године. Ослобођен је оптужби од стране шпанске бициклистичке федерације, али је суд за спортску арбитражу 6. фебруара 2012. пресудио против Контадора. Након истека суспензије вратио се у тим Саксо—Тинкоф.
Након Тур де Франса 2017, на коме је освојио девето место, Контадор је објавио да ће завршити каријеру након Вуелта а Еспање. Због завршетка каријере, добио је број 1 на Вуелти, коју је завршио на пет мјесту и добио је награду за најагресивнијег возача. Контадор је нападао на готово свакој брдској етапи и испио је да оствари победу на последњој, етапи 20, али му је измакло мјесто на подијуму за 20 секунди. Након Вуелте, завршио је каријеру.

## Детињство и јуниорска каријера
Контадор је рођен у Пинту, провинцији Мадрида, где су се његови родитељи доселили 1978. године, као треће од четворо деце. Има старијег брата и сестру и млађег брата, који има церебралну парализу. Као мали бавио се фудбалом и атлетиком, а бициклизмом је почео да се бави са 14 година. Са 15 година је почео да вози трке у аматерској конкуренцији, за тим Реал Портиљо из Мадрида. Прве две године није остварио ниједну победу, али је показао сјајне способности и добио је надимак Пантани, по Марку Пантанију, који је био један од најбољих брдаша у историји. 2000. је остварио прву победу, освојио је неколико брдских класифијација у Шпанији.
Са 16 година је напустио школу и потписао уговор са јуниорским тимом Ибердола Лојназ, који је водио менаџер професионалног тима Онце Ероски.
Године 2002, је освојио национално првенство за возаче до 23 године.

## Професионална каријера

### 2003 — 2006.
Контадор је професионалну каријеру почео 2003. у тиму Онце Ероски. Прве године освојио је етапу на Туру Пољске. Током прве етапе на трци Вуелта Астурас 2004. није се осећао добро и после 40 km је пао и ухватили су га грчеви. Патио је од главобоље неколико дана раније и дијагностикован му је церебрални каверноном, урођени васкуларни поремећај, због којег је морао на операцију. Као последица операције, има ожиљак од ува до ува.
Тренинзима се вратио крајем новембра 2004. а осам месеци након операције, освојио је етапу на трци Тур даун андер 2005. У међувремену, тим Онце Ероски је променио име у Либерти Сегурос на старту 2005. До краја сезоне освојио је етапу на Вуелта ал Паис Васко трци и на Туру ди Романди, возио је Тур де Франс по први пут и завршио га је на 31 месту.
Године 2006, је освојио по етапу на Тур ди Романди и Тур де Свис тркама, спремајући се за Тур де Франс. Пре почетка Тура, Контадор је са неколико сувозача био умешан у допинг скандал, операција Пуерто, због чега тим Либерти Сегурос није возио Тур де Франс. Контадор је касније проглашен чистим од стране светске бициклистичке уније - UCI.
Вратио се на трци Вуелта а Бургос, где је пао након четврте етапе, возећи до тимског аутобуса.

### 2007.
Након што је био умешан допинг скандал, операцију пуерто, Контадор је био без тима до половине јануара 2007. када је прешао у тим Дискавери Чанел.
Прву велику победу у каријери остварио је у априлу, када је освојио Париз—Ницу, победом на задњој етапи, када је напао на задњем успону.
На Тур де Франсу, победио је на етапи 14 и био је други у генералном пласману, иза Мајкла Расмусена. Расмусен је избачен са Тура пре почетка етапе 17, због давања нетачних података о боравку пре почетка Тура. Контадор је преузео жуту мајицу, али тек након етапе 17. Хронометар на етапи 19 завршио је на петом месту и освојио је Тур са 23 секунде испред Кадела Еванса и 31 секундом испред сувозача Левија Лајпхајмера. Тур је завршен са најмањом разликом између прве тројице у историји.
На крају сезоне, Дискавери тим се угасио, а Контадор је прешао у казахстански професионални тим Астана.

### 2008.
Дана 13. фебруара 2008. организатори Тур де Франса, Амаури спортска организација, објавили су да Астана неће бити позвана ни на једну трку коју они организују, због допинга од прошле сезоне, упркос чињеници да су се и менаџери и већина возача променили пре почетка 2008. Контадор, због тога није учествовао на Париз—Ници и на Тур де Франсу.
Освојио је трке Вуелта а кастиља и Леон и Вуелта ал Паис Васко, где је победио на првој и задњој етапи. Његова наредна трка требало је да буде Критеријум ди Дофине, али је Астана добила позив да учествује на Ђиро д’Италији, недељу дана пре почетка трке. Контадор је био на плажи у Шпанији када му је речено да ће возити Ђиро. Без обзира на недостатак тренинга, завршио је на другом месту на хронометру на етапи 15 и узео је розе мајицу, коју је сачувао до краја и тако постао други Шпанац који је освојио Ђиро, након Мигела Индураина, који је Ђиро освојио 1992. и 1993.
На Олимпијским играма 2008. учествовао је и у друмској трци и на хронометру. Друмску трку није завршио, а у вожњи на хронометар је освојио четврто место.
На Вуелта а Еспањи, Контадор је био први фаворит, а највећи ривал му је био победник Тур де Франса 2008. Карлос Састре.
Контадор је победио на етапи 13 и узео је златну мајицу (тадашња мајица за лидера Вуелте), а предност је повећао победом на етапи 14. На задњем хронометру, победио је Контадоров сувозач, Лајпхајмер, а Контадор га је оптужио да је возио са намером да освоји Вуелту иако је Контадор био лидер тима. На крају, Контадор је освојио Вуелту са 46 секунди испред Лајпхајмера и преко четири минута испред Састреа. Са том победом, Контадор је постао пети возач који је освојио све три гранд тур трке. Пре њега, то су урадили Жак Анкетил, Феличе Ђимонди, Еди Меркс и Бернар Ино. Такође, постао је први Шпанац и најмлађи возач коме је то успело, а и освојио је сва три гранд тура у најкраћем временском року, за 14 месеци. Примера ради, Едију Мерксу је требало четири године и 11 месеци да освоји сва три гранд тура.
Касније те године, добио је награду Вело д’Ор, за најбољег бициклисту године, другу годину заредом, победио је у том избору олимпијског шампиона у вожњи на хронометар, Фабијана Канчелару и победника Тур де Франса, Карлоса Састреа.

### 2009.
Дана 9. септембра 2008. Ленс Армстронг је објавио да се враћа професионалном бициклизму и да ће покушати да освоји Тур де Франс 2009. Менаџер Астане и бивши Армстронгов ментор и спортски директор, Јохан Брујнел, рекао је да неће дати Армстронгу да вози за други тим и Армстронг је потписао уговор са Астаном.
Армстронгове и Контадорове амбиције су се сукобљавале, а Контадор је инсистирао на томе да заслужује да буде лидер тима и да ће напустити Астану уколико буде морао да ради за Армстронга. Брујнел му је обећао да ће бити лидер тима и Контадор је потписао уговор за 2009. сезону. Одлучио је да пропусти Ђиро д’Италију да би се спремио за Тур де Франс.
Сезону је почео на трци у Потугалу, Волта ао Алгарве. Контадор је завршио други на трећој етапи, а затим је освојио одлучујући хронометар, дуг 33 km и освојио је трку. Био је на добром путу да освоји Париз—Ницу по други пут, након победе на прологу и на најтежој брдској етапи, али је током седме етапе остао без снаге и изгубио је мајицу. Трку је завршио на четвртом месту. Пре Тура, возио је Критеријум ди Дофине Либере (сада Критеријум ди Дофине). На првом хронометру, на отварању трке је показао снагу, а на хронометру на четвртој етапи изгубио је 37 секунди од Кадела Еванса, након чега је заостајао 45 секунди за Евансом. На петој етапи, Контадор је изгубио два минута од Валвердеа, на седмој етапи је игубио још 14 секунди и завршио је на трећем месту, трку је освојио Алехандро Валверде.
Дана 26. јуна 2009. возио је национално првенство у вожњи на хронометар, да би се боље спремио за Тур де Франс и освојио га је по први пут.
На Тур де Франсу, победио је на етапи 15 са минут испред других фаворита и узео је жуту мајицу. Предност је повећао освајањем другог места на етапи 17, након успешног бега тројице возача, а затим је победио на етапи 18, другом индивидуалном хронометру и повећао предност на четири минута. Контадор је освојио свој други Тур са 4'11" испред Андија Шлека и 5'24" испред Ленса Армстронга, који је завршио трећи на првом Туру након четворогодишње паузе. На подијуму на крају трке, организатори су грешком пустили данску уместо шпанске химне. Контадор је касније изјавио да је водио две борбе, једну на друму, а другу у тимском хотелу.
Дана 31. јула Контадоров брат и агент, изјавио је да је Контадор одбио нови чегворогодишњи уговор са Астаном и да се нада да ће напустити тим на крају сезоне, иако има уговор до краја 2010. Ипак, након што је Серхио Паулињо прешао у Рејдиошек, ствари су се отежале по Контадора, а 15. августа, власници Астане су изјавили да ће Контадор одрадити уговор до краја.

### 2010.
Контадор је прву победу 2010. остварио 21. фебруара, освојио је трку Волта ао Алгарве, победивши на најтежој етапи, а на хронометру је завршио други. 14. марта је освојио Париз—Ницу по други пут, испред Алехандра Валвердеа и Луиса Леона Санчеза. Трку је преломио на брдској етапи до Мендеа, где је узео жуту мајицу. На Критеријуму Интернасјонал завршио је други на хронометру, две секунде иза Милара, а у генералном пласаману завршио је на 15 месту.
На Тур де Франсу, Контадор је водио нову борбу са Андијем Шлеком. На етапи 15, Шлек је био лидер и на задњем успону му је спао ланац. Контадор и Денис Мењшов су одмах напали, а придружили су им се Самуел Санчез и још двојица. Шлек је покушавао да их стигне, али је изгубио 39 секунди и Контадор је преузео жуту мајицу за 8 секунди. На подијуму, осећања публике су била помешана и већина га је извиждала. На хронометру, на етапи 19, Контадор је победио Шлека за 31 секунду и освојио је Тур са 39 секунди испред Андија Шлека, разлика која је направљена на етапи 15, када је Андију спао ланац.
На крају сезоне, Контадор је потписао двогодишњи уговор са тимом Саксо—Банк. А власник и спортски директор тима, Бјарне Рис, изјавио је да ће покушати да са Контадором освоји сва три гранд тура у једној години, нешто што никад нико није успио.

### 2011.
У септембру 2010, Контадор је био позитиван на кленбутерол, али је ослобођен од стране Шпанске бициклистичке федерације, након чега је UCI поднио жалбу Суду за спортску арбитражу у Лозани. У међувремену, до доношења одлуке, Контадор је био слободан да вози. Сезону 2011, почео је освајањем Вуелта а Мурсије, уз две етапе, а затим је освојио Вуелта а Каталуњу, уз једну освојену етапу. Такође, победио је на хронометру на трци Вуелта а Кастиља и Леон, секунду испред Ричија Порта.
Контадор је током Лијеж—Бастоњ—Лијежа 2010, постигао договор да вози Ђиро 2011, али је директор Ђира — Анђело Цоменгман, истакао да власник тима Саксо банк — Бјарне Рис и антидопинг власти треба да одлуче да ли ће он да вози. Када је дефинитивно било познато да ће да вози, Ла Република је написала да Ђиро неће бити завршен у Милану, већ након „22 етапе“, на суду у Лозани. Ђиро је стартовао екипним хринометтром, на којем је побиједио тим ХТЦ Хајроад, док је Саксо банк завршио на осмом мјесту, 30 секунди иза. На трећој етапи, на спусту са првог успона — Пасо дел Боко, Ваутер Вејланд је пао и умро од повреда главе, због чега је четврта етапа неутралисана, а Тајлер Фарар је прошао први кроз циљ. На осмој етапи, која је вожена по равном, Оскар Гато је напао у финишу, Контадор је реаговао и завршио на другом мјесту, пет секунди испред групе. Девета етапа је  вожена вулкана до Монт Етна. Контадор је напао из главне групе на 6.7 km до циља; Микеле Скарпони је једини могао да га прати, али је брзо и он отпао. Контадор је достигао Хозеа Рухана, који је био испред и отишао од њега на километар и по до циља. Победио је три секунде испред Рухана, остваривши прву етапну победу на Ђиру, док је и преузео розе мајицу, завршивши 50 секунди испред групе фаворита. Један возач из групе је касније изјавио да није реаговао на Контадоров напад јер је мислио да је телевизијски мотор прошао поред њих, а схватио је шта се десило кад се окренуо да види где је Контадор.  Етапа 13 вожена је до успона Гросглокнер у Аустрији. На 8.5 km до циља, Контадор је напао, а Рухано је једини пратио. На 7 km до циља, имали су 40 секунди предности. До краја, увећали су предност, а на 150 метара до циља, Рухано је почео да спринта, док Контадор није одговорио, препустивши му етапну победу без борбе. Завршио је минут и по испред главних ривала, — Винченца Нибалија, Микелеа Скарпонија и Романа Кројцигера, повећавши предност на преко три минута испред другопласираног Нибалија, док је такође преузео вођство у класификацији по поенима, након што су Марк Кевендиш и Алесандро Петаки напустили трку, и у брдској класификацији, са истим бројем бодова као Рухано. Етапа 14 вожена је до Монте Зонколана. Игор Антон је победио, док је Контадор завршио на другом месту, 33 секунде иза, а седам секунди испред Нибалија. На етапи 15, бег је стекао велику предност и Микрл Ниеве је победио, док је Контадор завршио на трећем месту, минут и 50 секунди иза, али је повећао предност у генералном пласману на 4 минута и 20 секунди испред Скарпонија, док је Нибали изгубио преко два минута и пао на треће место. Победио је на хронометру на етапи 16, 34 секунде испред Нибалија, повећавши предност у генералном пласману на скоро пет минута испред Скарпонија, који је хронометар завршио на трећем месту, 38 секунди иза. На етапи 19, Паоло Тиралонго је напао на 7 km до циља. Хоаким Родригез и Џон Гадре су напали на 2 km до циља, након чега је Контадор напао на 2.5 km до циља и престигао их. Достигао је Тиралонга на 400 метара до циља, изашао испред њега, радио до циља, с затим се склонио, препустивши Тиралонгу, са којим је возио у тиму 2010, да оствари прву победу у каријери дугој 12 година. Изјавио је да је то урадио у знак захвалности Тиралонгу, који му је помогао да освоји Тур де Франс 2010. Повећао је предност на преко пет минута испред Скарпонија. Последњу брдску, етапу 20, завршио је у групи са Скарпонијем, након бројних напада, задржавши предност у генералном пласману. На чоследњој етапи у Милану, вожен је хронометар, који је Контадор завршио на трећем месту, 36 секунди иза Дејвида Милара, али је завршио скоро минут испред Скарпонија и освојио је Ђиро други пут у каријери, шест минута испред Скарпонија, а такође је освојио и класификацију по поенима.
Након Ђира, возио је Тур де Франс у покушају да оствари Ђиро - Тур дабл, што је последњи урадио Марко Пантани 1998. На првој етапи је пао и изгубио је преко минут. Мало је времена вратио другим местом на четвртој етапи, али није имао среће са падовима, пао је четири пута у првих девет етапа. На првој етапи у Пиринејима изгубио је две секунде од Андија Шлека. На етапи 16, Контадор је напао на задњем успону, пратили су га Кадел Еванс и Самуел Санчез и узели су више од минут другим фаворитима, укључујући и браћу Шлек, Андија и Френка. Нападао је и на наредној етапи, али је узео време само Ивану Басу од фаворита. На етапи до Кол де Галибијеа, Анди Шлек је напао на 60 km до циља, Еванс је вукао јако да га стигне и Контадор је отпао и изгубио је доста времена. На задњој брдској етапи, до Алп ду Еза, Контадор је напао рано и заједно са Андијем Шлеком је прошао успон Галибије, али су их остали стигли на спусту. Контадор је опет напао на задњем успону, Алп ду Езу, са њим су отишли Пјер Ролан и Самуел Санчез. Санчез и Контадор су вукли јако, Ролан није мењао и пред сам финиш је напао и дошао до соло победе. Контадор није узео довољно времена и завршио је пети у генералном пласману, 3 минута и 57 секунди иза победника, Кадела Еванса, окончавши низ од шест узастопних гранд тур победа.

### 2012.
Контадор је 2012. почео другим местом на Тур де Сан Луис трци. 6. фебруара је објављена пресуда Контадору поводом допинга на Тур де Франсу 2010. Утврђено је да се допинговао и поништени су му сви резултати остварени 2010. и 2011. укључујући Тур де Франс 2010 и Ђиро д’Италију 2011. Такође, поништен му је уговор са Саксо—Банк тимом и суспендован је на две године, почевши од 2010. што је значило да му је остало још шест месеци суспензије. 8. јуна је обновио уговор са тимом, потписао је до краја 2015. Након истека суспензије, учествовао је на Енеко Туру, спремајући се за Вуелта а Еспању. Завршио је четврти.
На Вуелти, Контадор је нападао много пута, али је Хоаким Родригез био јачи и сваку етапу је завршио испред Контадора. Пошто су на линији циља биле бонус секунде за прву тројицу, Родригез је повећавао предност. На краљевској етапи, која је имала успона са преко 20% нагиба, Контадор је нападао неколико пута, али га је Родригез пратио и узвратио напад у финишу и завршио испред Контадора. Ипак, на етапи 17, равној етапи, све се преокренуло. Бег је отишао рано, а средином етапе је и Контадор напао, Родригез није реаговао, његови сувозачи из тима Каћуша су вукли покушавајући да стигну Контадора, али им није ишло, Контадор је повећавао предност, а затим је напао и Алехандро Валверде, Родригез опет није реаговао. Контадор је стигао до возача који су били испред и наставио је да вози са њима, а затим је напао циљајући и етапну победу, са њим је отишао његов бивши сувозач из Астане, Паоло Тиралонго. Њих двојица су сарађивали, а на успону у финишу етапе, Тиралонго је отпао и Контадор је освојио етапу са шест секунди испред њега. Оно што је било важније, јесте да је завршио са око три минута испред Родригеза и узео је црвену мајицу (мајицу за лидера Вуелте), Родригез је пао на треће место. На задњој брдској етапи, Родригез и Валверде су напали и узели су време Контадору, али не довољно и Контадор је освојио Вуелту по други пут.
Након Вуелте, учествовао је на Светском првенству у обе дисциплине, друмској трци и у вожњи на хронометар. Хронометар је завршио на деветом месту, а психолошки је пао кад га је стигао Тони Мартин, који је стартовао два минута након њега. У друмској трци, Контадор је био део шпанског тима који је радио за Валвердеа, завршио је 53 секунде иза победника Филипа Жилбера. Дан након светског првенства, Контадор је учествовао на класику Милано—Торино, који је одржан први пут после 2007. Контадор је победио и била је то његова прва победа на једнодневним тркама.

### 2013.
Године 2013. Контадор је забележио три победе. Освојио је Критеријум Дубаи на старту сезоне, а затим је освојио једну етапу на Тур де Сан Луису, где је завршио на четвртом месту. Након трке у Аргентини, возио је Тур оф Оман трку и завршио је на другом месту, иза Криса Фрума. На Тирено—Адријатику, завршио је трећи, иза Винченца Нибалија и Криса Фрума, уз освојену класификацију по поенима. На Вуелта ал Паис Васко трци завршио је пети. На припремној трци за Тур де Франс, Критеријуму ди Дофине Либере, Контадор није био у доброј форми. На хронометру на четвртој етапи изгубио је 2 и по минута од Криса Фрума, На задњој етапи је изгубио још минут и по и завршио је Дофине на десетом месту, 4 минута и 27 секунди иза Фрума.
На Тур де Франсу, Контадор није био у бољој форми. На осмој, првој брдској етапи, Фрум је супериорно победио, а Контадор је каснио минут и 45 секунди. На хронометру на етапи 11, Контадор је изгубио још два минута од Фрума и био је на четвртом месту у генералном пласману. На краљевској етапи, етапи 15, до Мон Вентуа, Фрум је још једном супериорно тријумфовао, Контадор је завршио минут и 40 секунди иза, али се попео на треће место. На брдском хронометру на етапи 17, Контадор је показао снагу, али је завршио други, девет секунди иза Фрума и попео се на друго место, четири и по минута иза Фрума. На етапи 18, до Алп ду Еза, Контадор је изгубио два минута од Наира Кинтане и Хоакима Родригеза и угрозио друго место, јер су му пришли на 20, односно 40 секунди. На етапи 20, задњој пре прославе завршетка Тура у Паризу, Родригез је напао на осам километара до циља, Кинтана и Фрум су пратили, док се Контадор мучио, до краја се само повећавао заостатак и завршио је 2 минута и 28 секунди иза Кинтане, који је победио на етапи, Родригез је каснио 18 секунди за Кинтаном, али је узео довољно времена испред Контадора, који је тако изгубио место на подијуму. Задња етапа у Паризу вожена је без борбе и Контадор је завршио свој први Тур након суспензије на четвртом месту.
Након Тура, главни спонзор тима, Олег Тинкоф, критиковао је Контадоров начин вожње. Контадор је у финишу сезоне возио италијански класик Милано–Торино и завршио га на добром петом месту. На крају сезоне, Тинкоф је купио тим и променио му име у Саксо—Тинкоф, али је Контадор остао лидер тима.

### 2014.
Након разочаравајуће 2013. године, Контадор је 2014. покушавао да се врати у форму. Сезону је почео на Волта ао Алгарве трци. Прве две етапе је освојио Пољак, Михал Квјатковски, а Контадор је време надокнадио победом на четвртој етапи. Ипак, завршио је други у генералном пласману, 19 секунди иза Квјатковског. Наредна трка била му је Тирено—Адријатико, где су му ривали били Наиро Кинтана и Жан-Кристоф Перо. Контадор је победио на трећој етапи, одспринтавши Кинтану, а победом на четвртој етапи, узео је лидерску мајицу. Мајицу је сачувао до краја и освојио је Тирено—Адријатико са преко два минута испред Кинтане.
Наредна трка била му је Вуелта а Каталуња, где су му ривали били Крис Фрум и Хоаким Родригез. На првој брдској етапи, завршио је пет секунди иза Родригеза, а до краја је надокнадио само секунду и завршио је други на крају, четири секунде иза победника Вуелта а Каталуње, Хоакима Родригеза. Контадор је наставио са тркама у Шпанији и наредна коју је возио је била Вуелта ал Паис Васко, где је већ на првој етапи водио борбу са Алехандром Валвердеом. Валверде је напао на задњем успону, Контадор је пратио и узвратио напад, који Валверде није могао да прати и победио је са 14 секунди испред Валвердеа. Предност је сачувао до краја и освојио је трку са 49 секунди испред Михала Квјатковског. Завршна трка пред Тур де Франс била је Критеријум ди Дофине, где је водио борбу са главим ривалима за Тур, Крисом Фрумом и Винченцом Нибалијем. На отварању трке, кратком хронометру, Контадор је завршио други, иза Фрума. На другој етапи, Фрум је напао, а Контадор је могао да га прати, за разлику од 2013. Фрум је освојио етапу, победивши га у спринту. На седмој, краљевској, етапи Контадор је напао на два километра до циља, Фрум није имао снаге да га прати и Контадор је узео жуту мајицу. Ипак, на осмој етапи, неколико возача из топ 10 је отишло у бег, међу њима и Ендру Талански, који је био на трећем месту. Контадор је био изолован, без сувозача и није успио да смањи разлику, Талански је узео довољно времена и освојио је Критеријум ди Дофине. Контадор је завршио на другом месту, али је био у психолошкој предности у односу на Криса Фрума, који је завршио на 12 месту.
На Тур де Франс, Контадор је дошао у много бољој форми. Избегао је падове у првој недељи, Крис Фрум је напустио Тур на петој етапи због три пада, а на тој етапи је Контадор изгубио два минута од Нибалија. На првој брдској етапи, Контадор је напао, али није могао да дистанцира Нибалија и узео му је само три секунде. Ипак, за Контадора је све било готово на десетој етапи, где је пао на спусту. Наставио је да вози још 20 km, па је напустио Тур. Изјавио је да неће возити ни Вуелта а Еспању, али се ипак нашао на стартној листи.
На Вуелти, очекивао га је нови окршај са Фрумом, а ту су били и Хоаким Родригез, Алехандро Валверде, Наиро Кинтана, Фабио Ару, Ригоберто Уран и победник 2013. Кристофер Хорнер. На екипном хронометру, на отварању Вуелте, победио је Мовистар, што је дало Валвердеу и Кинтани 19 секунди испред Контадора. На шестој, првој брдској, етапи, до Ла Зубије, Контадор је завршио трећи, иза Валвердеа и Фрума. На деветој етапи, напао је на око два километра до циља, лидер трке, Валверде, није могао да прати и изгубио је 26 секунди. Контадор је дошао до другог места, три секунде иза новог лидера, Наира Кинтане. На хронометру на десетој етапи, Кинтана је пао, због чега је изгубио доста времена. Контадор је хронометар завршио на четвртом месту и узео је црвену мајицу, 27 секунди испред Валвердеа. На краљевској етапи, етапи 16, до Ла Фарапане, Фрум је напао на четири километра до циља, Контадор га је пратио и на 800 m до циља, напао је, дистанцирао Фрума и освојио етапу. Иста ситуација је била и на етапи 20, задњој брдској, до Пуерто де Анкареса. Фрум је напао, Контадор га је једини пратио и опет га дистанцирао у финишу и освојио другу етапу на Вуелти. На хронометру на задњој етапи, Контадор је возио без ризика, изгубио је време, али је имао велику предност и освојио је Вуелту са минут и 10 секунди испред Фрума и тако стигао до треће победе на највећој шпанској трци, изједначивши се са Тонијем Ромингером.
Током Вуелте, Контадор је изјавио да неће возити на Светском првенству, јер му рута не одговара. На Ђиро ди Ломбардији, пао је и повредио колено, које је претходно повредио на Тур де Франсу.

### 2015.
На почетку 2015. Контадор је изјавио да ће покушати да освоји Ђиро д’Италију и Тур де Франс, Ђиро- Тур дабл, нешто што је задњи пут успио Марко Пантани 1998. Контадор је покушао и 2011. али је након освојеног Ђира, био лош на Туру.
Прва трка у сезони била му је Вуелта а Андалузија, где је преузео вођство након хронометру, на етапи 1 б, коју је завршио на четвртом месту. Контадор је затим победио на трећој етапи, где је напао на 7,5 km до циља. Ипак, трку је изгубио на наредној етапи, када је напао Крис Фрум и освојио етапу и трку, Контадор је завршио други, две секунде иза. У марту, Контадор је продужио уговор са тимом Тинкоф—Саксо, али је и објавио да ће на крају 2016. завршити каријеру. На Тирено—Адријатику, Контадор је завршио пети. На Вуелта а Каталуња трци, пао је неколико пута, али је успио да заврши четврти. Крајем априла, изјавио је да је спреман за гранд тур, да се опоравио од повреде задобијене на Вуелта а Каталуњи.
На старту Ђира, на екипном хронометру, Тинкоф—Саксо је освојио друго место, што је дало Контадору шест секунди испред Фабија Аруа и 20 испред Ричија Порта. На петој етапи, чији је циљ био на брду, Контадор је добром вожњом узео розе мајицу. На шестој етапи је пао и ишчашио је раме, поново га је повредио пре изласка на подијум, али је потврдио да ће наставити трку. На етапи 13, Контадор је пао на 3,2 km до циља, завршио је 42 секунде иза и изгубио је розе мајицу, коју је преузео Фабио Ару. То је био први пут да је Контадор изгубио лидерску мајицу на неком гранд туру. Већ на наредној етапи, на хронометру дугом 59,3 km, Контадор је вратио мајицу и стекао велику предност над осталима, а етапна победа му је измакла за 14 секунди. На етапи 16, Контадор је имао механичких проблема, а возачи Астане су вукли јако, у намери да Ару надокнади време. Ипак, Контадор се вратио и обилазио је једног по једног возача док није стигао до Аруа и Микела Ланде на Мортиролу. Контадор је одмах напао, а Ару није могао да прати, из Астане су дозволили Ланди да оде са Контадором. Ланда је освојио етапу 38 секунди испред Контадора и узео је друго место у генералном пласману, јер је Ару изгубио два минута. Контадор је и на наредним етапама повећавао предност, све до етапе 19, када није имао снаге да прати Аруа и Ланду и изгубио је минут и 18 секунди од Аруа, који је освојио етапу. На етапи 20, Ланда и Илнур Закарин су били напред, Контадор је отпао, а из Астане су поручилу Ланди да чека Аруа, јер је Контадор отпао од њега, тако спречавајући Ланду да покуша да освоји Ђиро. Ланда је после радио за Аруа, који је освојио етапу, 2 и по минута испред Контадора, али ипак није узео довољно времена и Контадор је задржао мајицу. Задња етапа у Милану је вожена опуштено и Контадор је освојио Ђиро д’Италију по други пут, 1 минут и 53 секунде испред Аруа. Иако му је одузет Ђиро 2011. Контадор је на задњој етапи у Милану, прешао линију са три подигнута прста, гестикулирајући на трећи освојени Ђиро. Након освајања Ђира, Контадор је постао други возач који је све три гранд тур трке освојио више од једном, пре њега то је само успио Бернар Ино.
У склопу припрема за Тур де Франс, возио је четвородневну трку Рута ди Суд, коју је освојио испред Наира Кинтане.
Тур де Франс је стартовао кратким хронометром, на којем је Контадор завршио 58 секунди иза победника, Роана Дениса, али што је битније, изгубио је само осам секунди од Криса Фрума. Очекивало се да друга етапа буде мирна, спринтерска, али се група због ветра одвојила. Фрум је завршио у водећој групи, Контадор четири секунде иза, док су Наиро Кинтана, Винченцо Нибали, Алехандро Валверде и други фаворити изгубили минут и по. На трећој етапи било је много падова, Контадор је изгубио додатних 18 секунди од Фрума. На екипном хронометру на деветој етапи, Контадор је изгубио додатно време у односу на Фрума, и на дан одмора је отишао са минут заостатка. На десетој, првој брдској етапи, Фрум је супериорно тријумфовао, а Контадор је завршио два минута и 50 секунди иза. Великих узбуђења није било до етапе 17, када је Винченцо Нибали напао из групе фаворита. На тој етапи, Контадор није имао снаге, изгубио је још два минута и пао је на пето место. На етапи 19, нови проблеми за Контадора. Нибали је напао у тренутку када је Фрум имао механичких проблема, Контадор није могао да прати, изгубио је 2 минута и 26 секунди од Нибалија, који је освојио етапу и престигао је Контадора, узевши четврто место. Контадор је остао на петом месту, јер је Герент Томас, који је био четврти, изгубио много времена. На етапи 20, Кинтана и Фрум су водили велику борбу на Алп ду Езу, док је Контадор био три и по минута иза. Задња етапа у Паризу је традиционално била без борбе, етапа на којој се прославља крај Тура и пије се шампањац. Није било промена у генералном пласману и Контадор је завршио пети, 9 минута и 48 секунди иза Фрума.
Након Тура, завршио је други на критеријуму Етен–Лер, где је изгубио од Криса Фрума. планирао је да вози класик Сан Себастијан, али је отказао због болести и завршио је сезону.

### 2016.
Године 2016, је почео у фебруару, на трци Волта ао Алгарве, у Португалу. Контадор је дошао до соло победе на задњој, петој етапи, али није узео довољно времена Геренту Томасу и ѕавршио је на трећем месту у генералном пласману, 26 секунди иза Томаса. Наредна трка на којој је учествовао била је Париз–Ница. Прва узбуђена на трци виђена су на шестој етапи. Контадор и његов сувозач, Рафал Мајка, нападали су више пута, али нису могли да дистанцирају Герента Томаса и Илнура Закарина. Закарин је одспринтао Томаса, а Контадор је каснио секунду. На задњој, седмој етапи, Контадор је отишао у бег са још 18 возача већ на старту етапе. У финишу етапе, Мајка је вукао, али је Томас смањио заостатак. Контадор је изгубио у спринту за етапну победу, а узео је само пет секунди Томасу и завршио је на другом месту у генералном пласману, четири секунде иза Томаса. Контадор је други завршио и на Вуелта а Каталуња трци. У току трке Вуелта ал Паис Васко, Контадор је изјавио да неће завршити каријеру на крају сезоне, како је планирао, већ ће возити још најмање једну сезону. На трци Вуелта ал Паис Васко, Контадор је возио добро, победио је на хронометру на задњој етапи и освојио је трку. Контадор је Критеријум ди Дофине почео победом на прологу. На петој етапи, Фрум је напао, Контадор га је пратио током већег дела, али је остао без снаге и изгубио 20 секунди од Криса Фрума и Ричија Порта. На задње две етапе, Контадор је изгубио још 15 секунди и завршио је Дофине на петом месту, 35 секунди иза победника, Криса Фрума.
Тур де Франс није почео добро за Контадора, пао је већ на првој етапи, а затим је губио време и на наредним етапама. Након осме етапе имао је три и по минута заостатка. На деветој етапи је нападао од старта, али је доживео опет пад, након чега је напустио је Тур. Током дана одмора на Тур де Франсу, Контадор је потписао уговор са тимом Трек Сегафредо.
Тркању се вратио у августу, на Вуелта а Бургос трци, коју је освојио секунду испред Бена Херманса и Серхија Пардиље.
Вуелта а Еспања је почела екипним хронометром, тим Тинкоф је изгубио 52 секунде од тима Скај, у коме вози Крис Фрум и од тима Мовистар у коме вози Наиро Кинтана. На трећој етапи, првој брдској, Контадор је показао слабости на брду, изгубио је 30 секунди од Фрума. На осмој етапи, Контадор је изгубио још 25 секунди од Кинтане, који је преузео лидерску мајицу. На десетој етапи, Контадор је изгубио још минут од Кинтане и 30 секунди од Фрума и на дан одмора је отишао са пете позиције, са заостатком од два минута и 55 секунди иза лидера, Наира Кинтане. На етапи 14, Контадор је опет изгубио време, скоро минут је изгубио од конкурента за подијум Естебана Чавеза, док је од Кинтане изгубио 20 секунди. На етапи 15 коначно је Контадор кренуо у напад, са сувозачима је напао од самог старта и са собом повукао још десетак возача, међу којима је био и Наиро Кинтана. Контадор и Кинтана су радили заједно до задњег успона, када Контадор није могао да прати Кинтанин темпо и изгубио је још 30 секунди, али је надокнадио минут у односу на Чавеза и два минута у односу на Фрума и пришао је на само пет секунди иза трећепласираног Чавеза у генералном пласману. На хронометру, на етапи 19, Фрум је супериорно тријумфовао, Контадор је завршио два минута иза, али је узео минут и 16 секунди Чавезу и преузео је треће место, са минут и 11 секунди предности. На етапи 20, задњој у борби за генерални пласман, водила се велика борба између Кинтане и Фрума за победу, али и између Чавеза и Контадора за треће место. Чавезов тим је радио на челу групе, а на 45 km до циља, Чавез је напао, дошао је до сувозача који је био напред и брзо је направио минут испред Контадора. За Контадора је вукао Јури Трофимов, али предност је убрзо отишла на два минута. Контадор је тада изашао на чело и постепено смањивао заостатак, али када је Фрум напао Кинтану, њих двојица су отишла од Контадора, који није имао снаге да их прати и завршио је етапу минут и 25 секунди иза Чавеза, чиме је изгубио треће место за 13 секунди. Задња етапа у Мадриду није била такмичарска за генерални пласман и Контадор је завршио Вуелту на четвртом месту и освојио је награду за најагресивнијег возача целе трке.
Сезону је завршио петим местом на Абу Даби Туру, минут иза Танела Кангерта.

## Допинг

### Операција Пуерто
Након што је представљен тим за Тур де Франс 2006. Контадор и пет његових сувозача из тима Астана Вурх (раније Онце Ероски и Либерти Сегурос), су добили забрану да возе због умешаности у допинг случај назван операција Пуерто. Шпански суд је 26. јула 2006. ослободио свих оптужби Контадора и његова четири сувозача. А касније су Контадор и још један његов сувозач ослобођени свих сумњи од стране светске бициклистичке уније — UCI. У децембру 2006. Контадор је изјавио да не зна лично доктора Еуфемија Фуентеса, код кога су се многи бициклисти допинговали крвљу.
Судећи према француском листу Ле Монде, Контадор је одбио да уради ДНК тест, који би потврдио да ли је био повезан за врећама крви, које су пронађене током истраге.
Дана 28. јула 2007. лист Ле Монде је објавио да постоји фајл из истраге, којем су они имали приступ, у коме се помиње Контадорово име неколико пута. Такође, иницијали бициклиста су се појавили на другим документима везаним за тренинг, али ниједна од ове две ставке се није могла повезати са допингом.
Дана 30. јула 2007. немачки експерт за допинг, Вернер Франк, оптужио је Контадора да је користио дроге у прошлости, код доктора Фуентеса. Контадор је порекао те оптужбе, наводећи да је само био у погрешном тиму у погрешно време и да се зато појављивало његово име.
Дана 10. августа 2007. Контадор је званично проглашен чистим што се операције Пуерто тиче.

### Тур де Франс 2010.
У септембру 2010. Контадор је открио да узорак урина који је дао 21. јула, током дана одмора на Тур де Франсу, садржи кленбутерол. . У јануару 2011. шпанска бициклистичка федерација, предложила је једногодишњу суспензију за Контадора, али су уважили његову жалбу и ослободили га оптужби, јер је тврдио да се није допонговао и окривио је покварену хотелску храну.
Контадорова тврдња да је криво контаминирано месо у хотелу је пољуљана када је изнесен податак да је током 2008. и 2009. само један узорак животиње био позитиван на кленбутерол од 83.203 тестирана узорка у државама европске уније. А од 19.431 узорка тестираног у Шпанији, ниједан није био позитиван на кленбутерол.
Контадоров узорак урина, узет дан раније од узорка који је био позитиван на кленбутерол је садржао супстанце које су упућивале на могућ допинг крвљу, али овај тест није признат од стране Светске антидопинг агенције, па није било оптужби.
Крајем јануара 2011. шпанска бициклистичка федерација је предложила једногодишњу суспензију за Контадора, али су прихватили његову жалбу и ослободили га оптужби. Контадор се вожњи вратио у фебруару, на трци Волта ао Алгарве. UCI и Светска антидопинг агенција су уложили жалбу суду за спортску арбитражу на одлуку шпанске бициклистичке федерације, у марту 2011. али је Контадор могао да се такмичи док суд не донесе одлуку. Саслушање је првобитно заказано за јун, али је одложено за август, на захтев Контадоровог тима, због Тур де Франса, а касније је одложено за новембар 2011. док ће одлука бити донета 2012. Судском одлуком 6. фебруара 2012. Контадор је проглашен кривим за допинг и поништени су му резултати остварени 2010. и 2011. укључујући Тур де Франс 2010. и Ђиро д’Италију 2011. суспендован је ретроактивно на две године, почевши од 2010. што је значило да му суспензија истиче 5. августа 2012. Следељег дана, поништен је његов уговом са тимом Саксо Банк.

## Приватни живот
Контадор живи са својом женом Макареном, у Пинту, када није на тркама. Импресиониран је птицама. Његов старији брат, Франциско Хавијер, га је увео у бициклизам када је Контадор имао 14 година и током цијеле каријере је његов агент.